# Alejandro Nieto
Alejandro Martin Nieto Serra (Montevideo, 7 gennaio 1988) è un rugbista a 15 uruguaiano, che gioca come terza linea centro del Peñarol.

## Biografia
Nativo di Montevideo, Nieto si formò nello Champagnat, club della capitale nel quale militò fino al 2019. Quell'anno firmò un contratto con gli Houston SaberCats in Major League Rugby.
A livello internazionale, Nieto può vantare la vittoria dell'edizione del 2008 del Trofeo World Rugby Under-20 con la nazionale uruguaiana Under-20. Ricevette la sua prima chiamata nell'Uruguay in occasione del Campionato sudamericano di rugby 2012 e da quel momento fu presente in tutte le annate internazionali disputate dalla nazionale sudamericana. Nel 2015 prese parte alla Coppa del Mondo e giocò tutte le partite della fase a gironi della competizione. Nel settembre 2019 fu annunciata la sua convocazione nella rosa uruguaiana per disputare la Coppa del Mondo di rugby 2019.